# 帕雷德斯
帕雷德斯，是葡萄牙波爾圖區的一个市镇。总面积156.76平方公里，总人口86,854人（2011年），人口密度550人/平方公里。

## 友好城市
- 法國 蒙特罗福约讷